# Strand auf Norderney

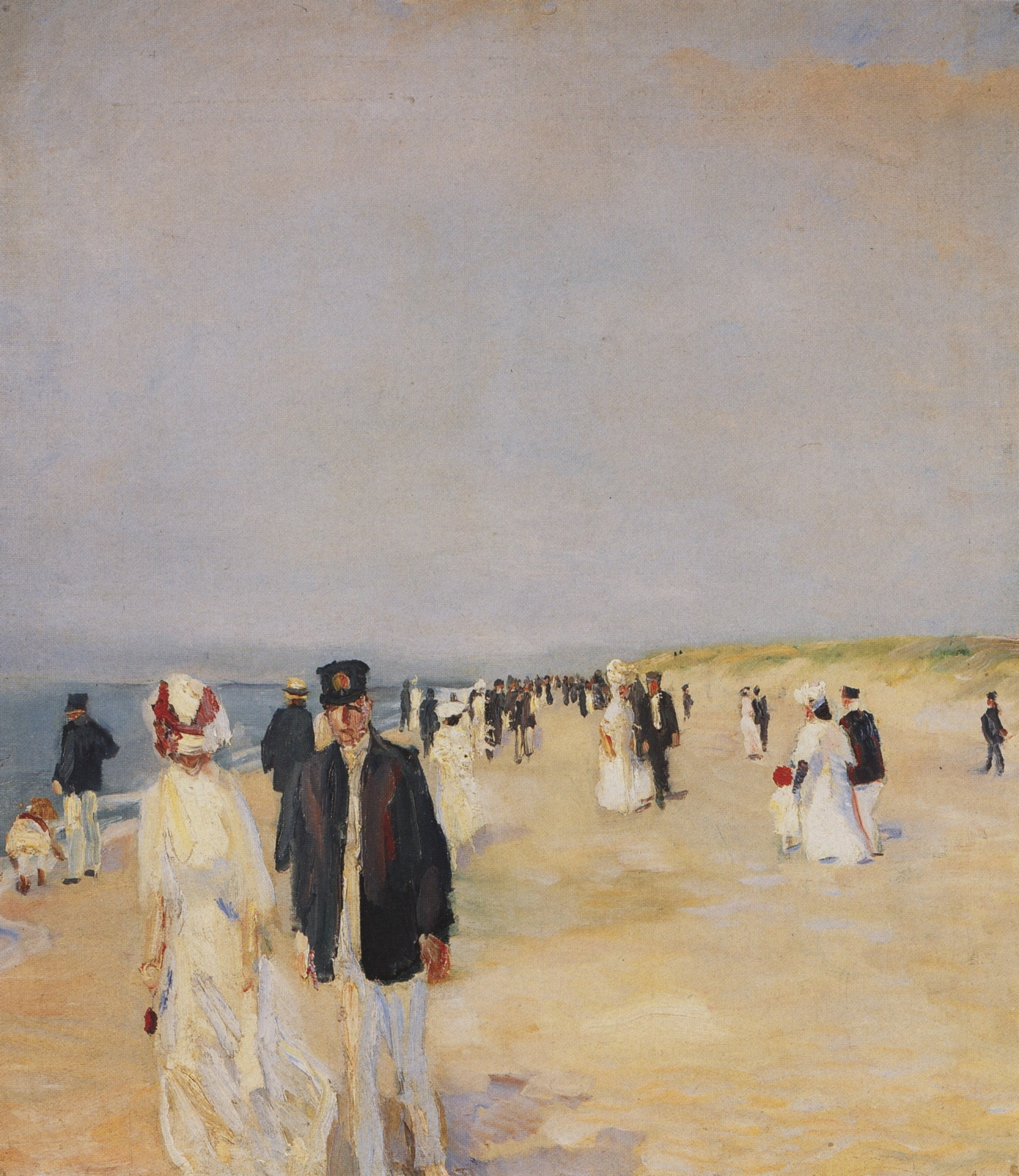
Strand auf Norderney
Albert Weisgerber, 1910
79 × 70 cm
Öl auf Leinwand
Saarlandmuseum, Saarbrücken

Strand auf Norderney ist ein 1910 im Stil des Impressionismus entstandenes Gemälde des Malers Albert Weisgerber. Es zeigt flanierende Sommergäste am Strand der Nordseeinsel Norderney. Das 79 × 70 cm große, in Öl auf Leinwand gemalte Bild gehört zu den Hauptwerken des Künstlers. Es befindet sich in der Sammlung des Saarlandmuseums in Saarbrücken.

## Bildbeschreibung
Das Gemälde zeigt den mit Feriengästen bevölkerten Strand der Nordseeinsel Norderney. Auf der linken Seite ist das diagonal ins Bild ragende blaue Meer zu sehen, rechts erhebt sich eine Düne mit grünlichem Bewuchs. Zusammen bilden Meer und Düne die Horizontlinie, über der sich der Himmel in einem diffusen Farbmix aus Weiß, Blau- und Rottönen erhebt. Von einem hohen Augenpunkt aus hat Weisgerber die bis zum Horizont flanierenden Erholungssuchenden auf dem sandgelben Strand skizziert. Die Personen sind meist paarweise angeordnet. Teilweise laufen sie direkt auf den Bildbetrachter zu, andere Spaziergänger bewegen sich in die Gegenrichtung. Durch das vom unteren Bildrand abgeschnittene Paar im Vordergrund wird der Betrachter unmittelbar ans Geschehen herangerückt.
Die Kleidung der auf- und abwandernden Paare ist sehr ähnlich. Die Damen tragen bodenlange helle Kleider mit passendem großen Hut, die Herren sind mit dunklen Jacken zu sehen, die sie mit hellen oder dunklen Hosen kombiniert haben. Dazu findet sich als Kopfbedeckung häufig ein dunkler Hut oder eine maritime Mütze. Ein Mann trägt einen sommerlichen Strohhut. Nur wenige Kinder sind zu erkennen. Ganz links an der Uferlinie gibt es neben einem stehenden Mann ein gebücktes Kind, das dort vermutlich im Spiel vertieft ist. Auf der rechten Seite begleitet ein weiteres Kind ein Paar, das vor den Dünen spazieren geht. Auffallend sind im Bild einzelne rote Farbtupfer platziert, die vom Gürtel des Kindes links, über Hutband und Handbeutel bei der Frau im Vordergrund bis zur roten Kopfbedeckung beim Kind auf der rechten Seite reichen. Neben dem Hell-Dunkel-Rhythmus der Damen- und Herrenbekleidung weist das Bild vor allem in der leeren Strandfläche des Vordergrundes sanft ineinander fließende Pastelltöne auf, die teils als blaugrüne Schatten Meeresfeuchtigkeit andeuten.
Das Bild ist in impressionistischer Malweise mit deutlich sichtbarem Pinselstrich ausgeführt. Beim Kleid der Frau im Vordergrund erzeugt dieser lebhafte Farbauftrag beinahe den Eindruck, als würde der Wind den Stoff bewegen. Der Eindruck des Windes wird zudem durch den gesenkten Kopf verstärkt. In dieser sommerlichen Gesellschaftsszene zeigt sich für die Autoren Imiela/Weber die „unmittelbare Nähe zum Impressionismus“ und eine „Meisterschaft der geschmeidigen effektvollen Malerei“. Elke Ostländer hingegen bemerkt neben „heiterem Flanieren“ im Bild „eine merkwürdige, kommunikationslose Fremdheit“. Für die Kunsthistorikerin Saskia Ishikawa-Franke gehört das Gemälde Strand auf Norderney „zu den bedeutendsten Bildern“ von Albert Weisgerber.
Das Gemälde ist nicht signiert und nicht datiert. Auf der Rückseite befindet sich eine verwischte Landschaftsansicht. Ein motivischer Zusammenhang mit der Vorderansicht ist nicht bekannt.

## Hintergründe zur Entstehung des Gemäldes
Sommerliche Gäste am Strand fanden schon einige Jahrzehnte vor Weisgerbers Bild Eingang in die Malerei. Vor allem die französischen Maler des Impressionismus entdeckten die Freizeit am Meer als bildwürdiges Sujet. So findet sich dieses Motiv wiederholt bei Claude Monet, beispielsweise im 1870 entstandenem Gemälde Am Strand von Trouville. Während Monet das lebhafte Treiben an der Küste der Normandie festhielt, zeigt sein skandinavischer Kollege Peder Severin Krøyer im Bild Sommerabend am Skagener Südstrand von 1893 den Strandspaziergang zweier Frauen am einsamen Strand im Norden Dänemarks. Ein ähnliches Bildthema, die Frauen jedoch aus der Nähe deutlich als Porträt ausgeführt, malte 1909 der Spanier Joaquín Sorolla in seinem Strandspaziergang unter der südlichen Sonne des Mittelmeers. Den größten Einfluss auf das Werk Weisgerbers hatte aber vermutlich Max Liebermann, der während seiner Aufenthalte an der niederländischen Nordseeküste zahlreichen Strandszenen schuf, darunter Strand in Nordwijk bei Sturm von 1909.

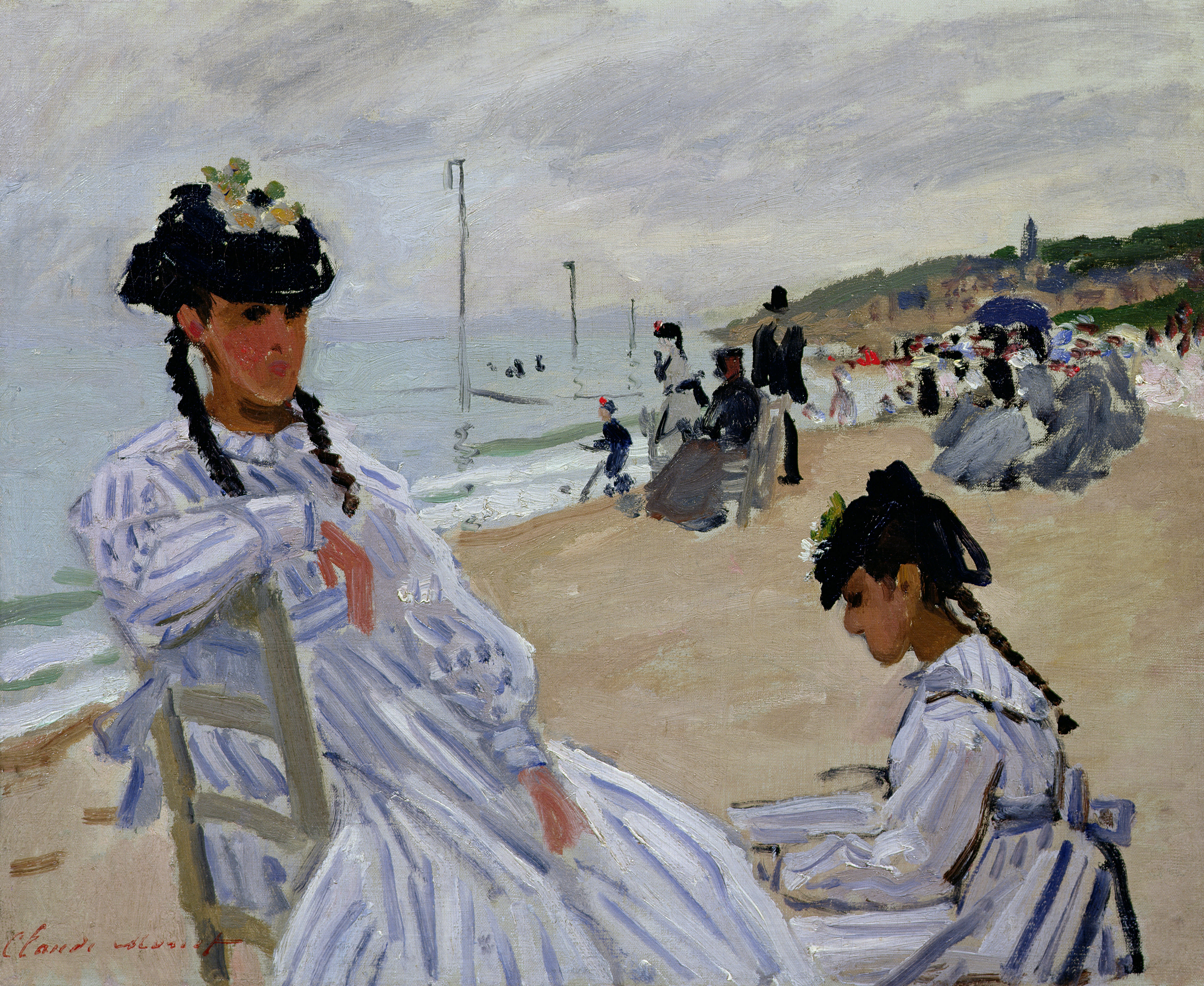
Claude Monet: Am Strand von Trouville, 1874, Musée Marmottan Monet, Paris
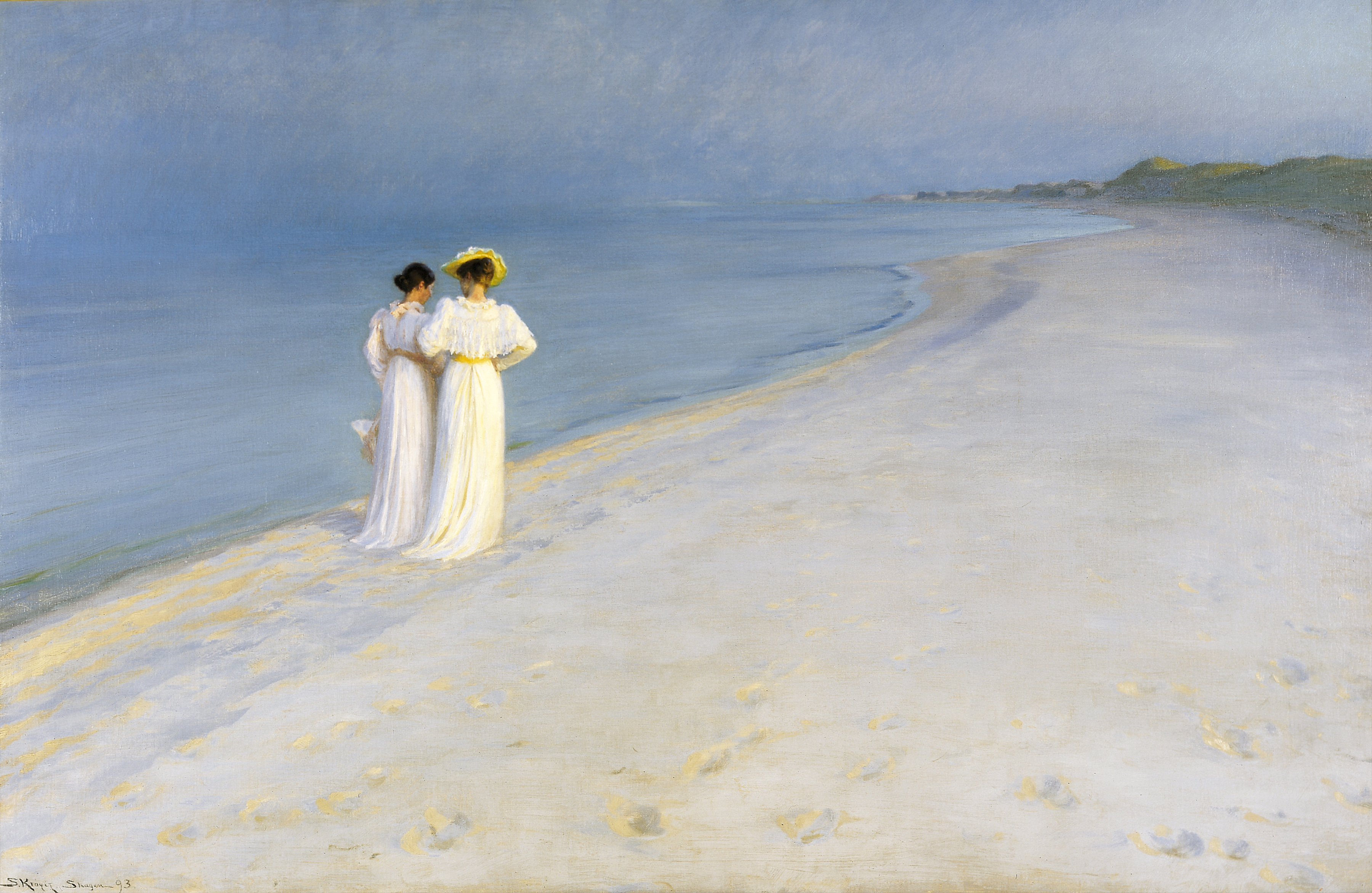
Peder Severin Krøyer: Sommerabend am Skagener Südstrand, 1893, Skagens Museum, Skagen
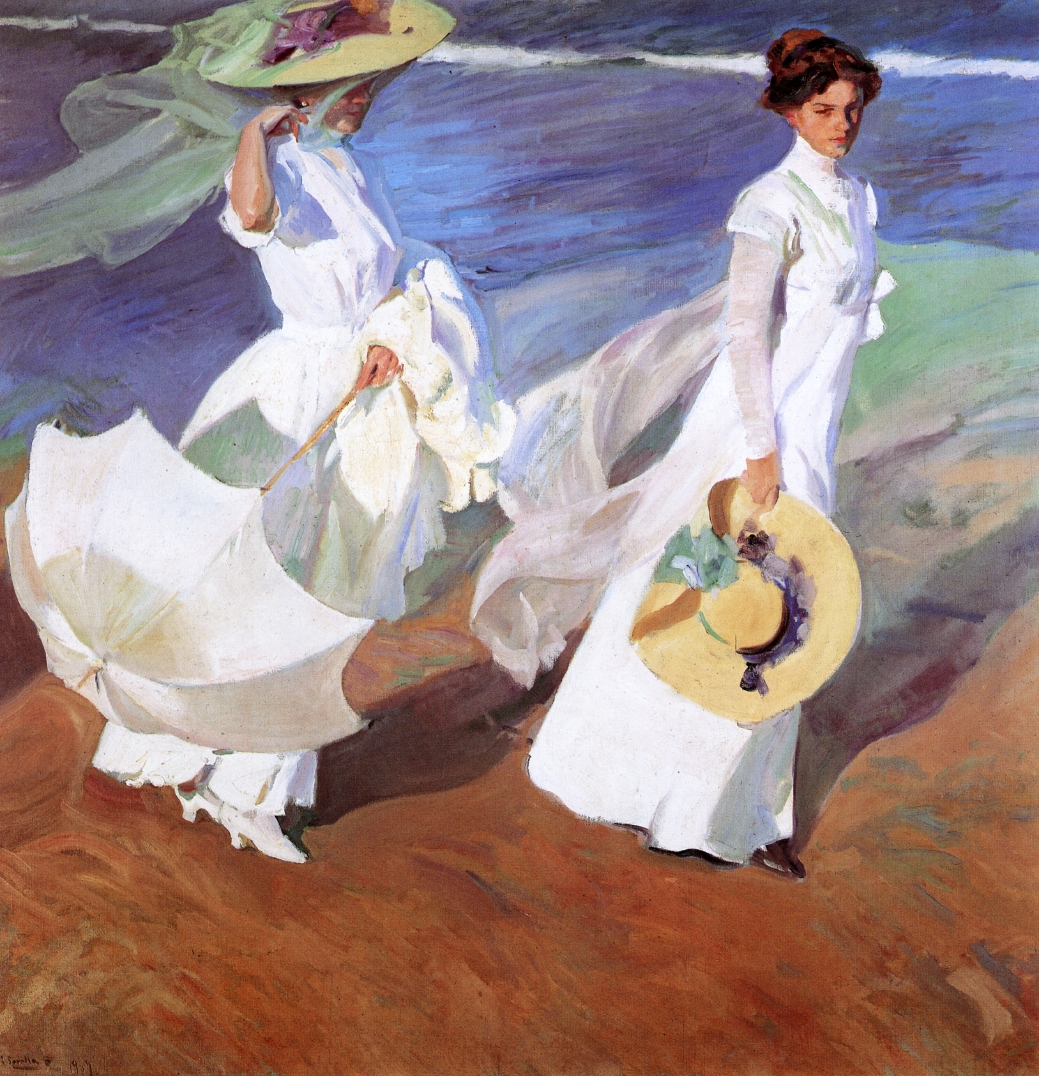
Joaquín Sorolla: Strandspaziergang, 1909, Museo Sorolla, Madrid
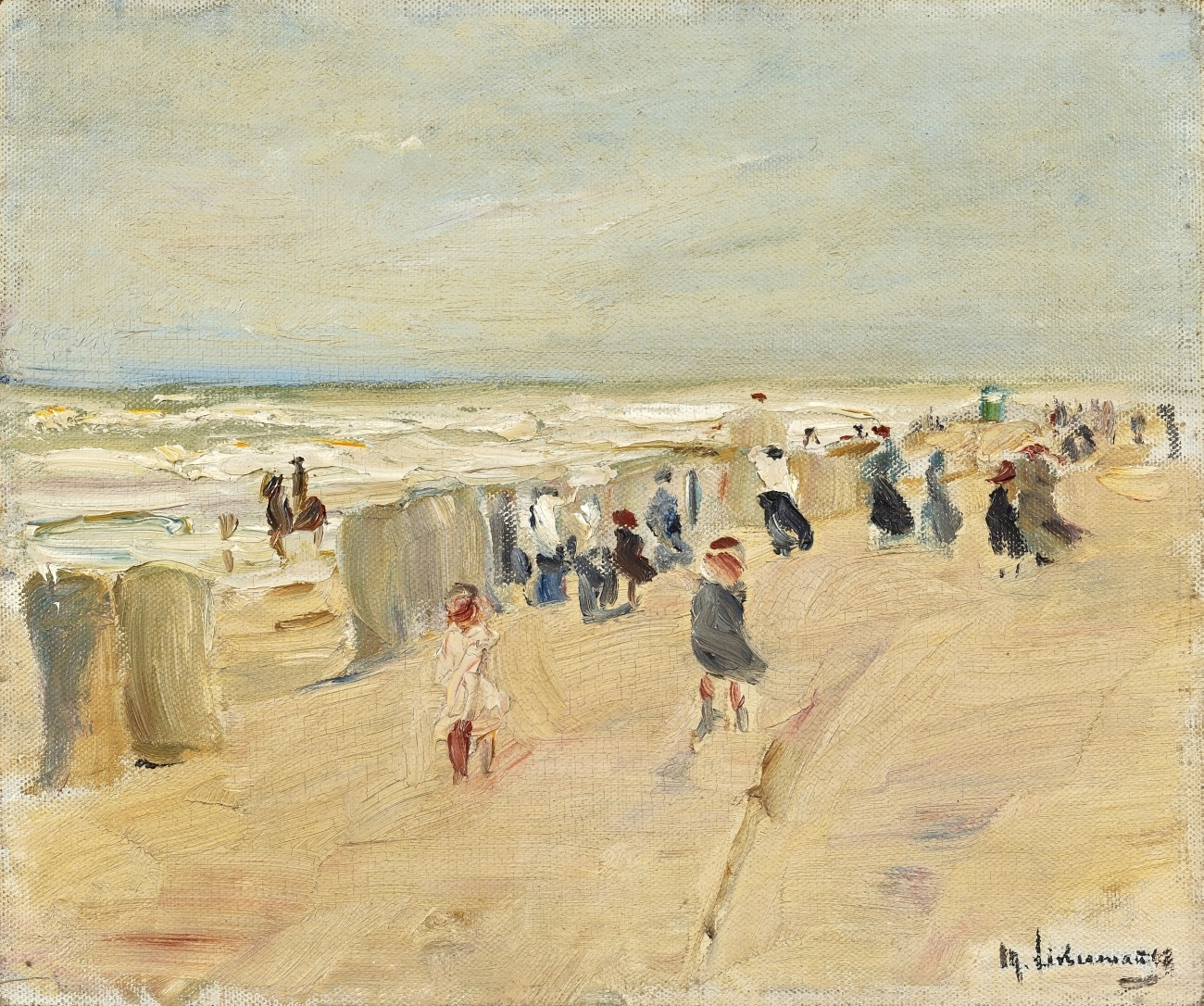
Max Liebermann: Strand in Nordwijk bei Sturm, 1908, Privatbesitz

Weisgeber hielt sich nachweislich im Sommer 1907 auf der Nordseeinsel Norderney auf. Durch Heirat mit der Tochter eines Münchner Bankiers war ihm ein großzügiger Lebensstil möglich, zu dem auch eine solche Urlaubsreise gehörte. Ein erstes Bild mit einem Motiv von der Nordseeinsel ist das Gemälde Strand mit Fahnenstange, das er 1908 vollendete. Das Bild zeigt eine Personengruppe, die von einem erhöhten Standpunkt zum Strand hinunter schaut. Eine angeschnittene Fahnenstange und die Linien eines Geländers verleihen dem Bild als strenge Senkrechte und Waagerechte ein Bildgerüst, das dem Nachfolgebild Strand auf Norderney fehlt. Letzteres, so vermutet die Autorin Saskia Ishikawa-Franke, ist möglicherweise aus der Erinnerung im Münchner Atelier und nicht vor Ort an der Nordsee entstanden.
Bereits 1907 malte Weisgerber das Gemälde Prozession in St. Ingbert, das einen religiösen Umzug in seiner Geburtsstadt zeigt. Von einem Fenster aus geht der Blick auf die vorbeiziehenden Menschen herab. In diesem Bild wird der Bildbetrachter in die Rolle des Beobachters versetzt, während er drei Jahre später im Strand auf Norderney mitten ins Geschehen hineinversetzt wird. Die direkt auf den Betrachter zulaufenden Personen wählte er erneut 1911 im Gemälde Im Münchner Hofgarten, bei der sich die elegante Gesellschaft beim Spaziergang in einer Münchner Grünanlage zeigt.

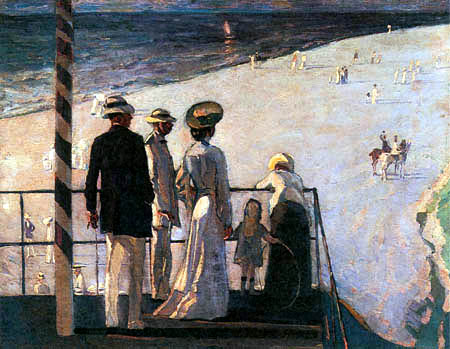
Albert Weisgerber: Strand mit Fahnenstange, 1908, Privatbesitz
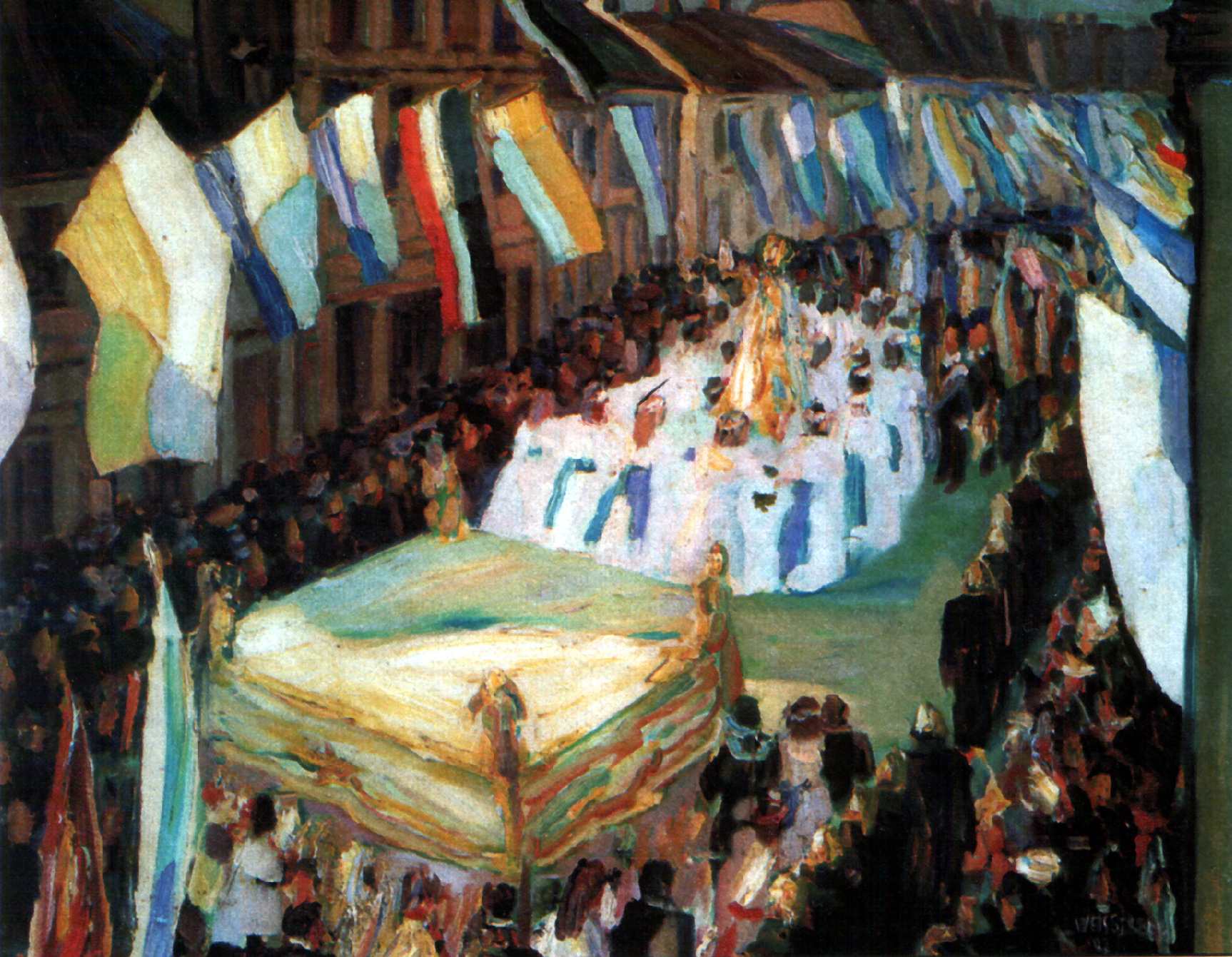
Albert Weisgerber: Prozession in St. Ingbert, 1907, Saarlandmuseum, Saarbrücken
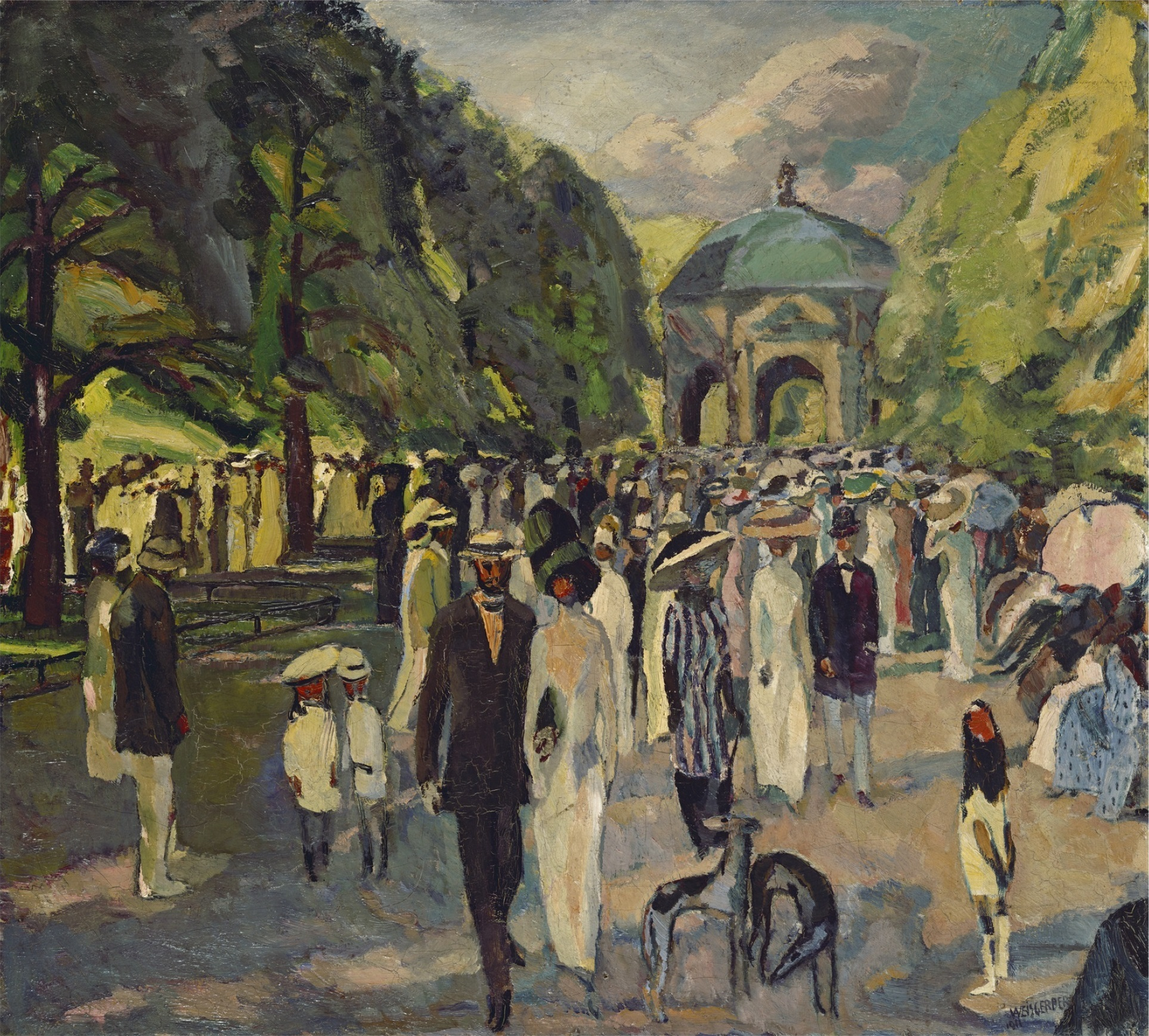
Albert Weisgerber: Im Münchner Hofgarten, 1911, Lenbachhaus München

## Provenienz
Das Gemälde befand sich bis zum Tod des Künstlers in dessen Besitz. Aus dem Nachlass gelangte es 1917 in die Galerie Arnold in Dresden. Später erwarb es der in Weisgerbers Geburtsstadt St. Ingbert lebende Unternehmer Franz Josef Kohl-Weigand für seine Sammlung. Als Kohl-Weigand in finanzielle Schwierigkeiten kam, übernahm 1979 die Stiftung Saarländischer Kulturbesitz die Sammlung. Seit dieser Zeit wird das Bild in der Dauerausstellung des Saarlandmuseums in Saarbrücken gezeigt.